# Триттин, Юрген
Юрген Триттин (нем. Jürgen Trittin; род. 25 июля 1954, Бремен) — немецкий политик, занимавший пост министра по охране окружающей среды, охраны природы и ядерной безопасности в 1998—2005 годах.

## Биография
Родился в бременской буржуазной семье. Изучал общественные науки в Гёттингенский университете, затем работал журналистом. Принимал участие в демонстрациях с пятнадцати лет. Во время учёбы в университете состоял в Списке социалистического союза — объединении маоистского Коммунистического союза, троцкистской Международной марксистской группы и леворадикальных студентов.
Его политическая карьера началась в 1982 году в качестве секретаря альтернативных инициатив группы Зелёных при городском совете Гёттингена. В этом качестве он проработал до 1984 года. В 1984—1985 годы работал пресс-атташе от группы Зелёных при государственной ассамблее Нижней Саксонии, в которую и был включён в 1985-м как член парламента.
С 1990 года по 1994 год Юрген Триттин занимал пост министра по федеральным и европейским вопросам Нижней Саксонии, и Главы нижнесаксонской миссии в Федеральном правительстве, входившей в коалицию с социал-демократами во главе с премьер-министром земли Нижняя Саксония Герхардом Шрёдером.
После того как Шрёдер набрал абсолютное большинство на выборах 1994 года, сотрудничество с Зелёными пришло к концу. Триттин продолжил работу в Нижнесаксонской государственной ассамблее как заместитель председателя группы Зелёных в парламенте. В том же году он стал спикером общенациональной Партии Зелёных.
В 1998 году Триттин был избран в бундестаг. В то же время должность спикера ему пришлось оставить, поскольку устав партии не позволяет совмещать две эти должности одновременно.
В этом красно-зелёном правительстве ему был определён пост министра по охране окружающей среды, охраны природы и ядерной безопасности, на котором он пробыл в общей сложности с октября 1998 по ноябрь 2005 года. Именно по его инициативе было принято решение об отказе от использования ядерной энергии к 2020 году.
В августе 2005 года Триттин неудачно прокомментировал вопрос, что лучшим средством борьбы с бензиновым кризисом 2005 года было бы «время от времени оставлять машину дома», за что подвергся резкой критике в средствах массовой информации, в том числе и в Bild.
Также выделяется его заметка в Frankfurter Rundschau, в которой он проводит связь между ураганом «Катрина» (в тот момент только что обрушившимся на Флориду) и отказом США ратифицировать Киотский протокол.
Триттин воспитал приёмную дочь, есть внучка. Женился в декабре 2013 года.